# امیرمهدی جعفری
(محمد) جعفری نوجوان ۱۷ ساله ایرانی که در جریان خیزش سراسری ۱۴۰۱ ایران در کرج دستگیر شده‌است. او پس از مراسم چهلم حدیث نجفی که در روز ۱۲ آبان برگزار شد، بازداشت و در جریان محاکمه دادگاه انقلاب استان البرز به محاربه متهم شده‌است.

## بازداشت، محاکمه
او به همراه دو همکلاسی خود، آرین فرزام نیا و امین مهدی شکراللهی که هر سه ۱۷ ساله‌اند در مراسم اعتراضی چهلم حدیث نجفی شرکت کرده بودند اما پس مدتی بدون اطلاع خانواده‌هایشان آنها را در مدرسه دستگیر کردند. نزدیک به یک هفته هر سه خانواده از آنان اطلاعی نداشتند و به آنان گفته می‌شد که پرونده‌شان سنگین است. در جریان دادگاه او همراه با ۱۵ نفر دیگر از معترضان متهم هستند که در کشته شدن یک بسیجی به نام روح‌الله عجمیان نقش داشته‌اند. برای هر سه آن‌ها جکم افساد فی الارض صادر شده‌است و اکنون در زندان کچوئی کرج بازداشت‌اند.
امیر مهدی جعفری در بازداشت شکنجه شده‌است. بنا به گفته خانواده‌اش به او برق وصل‌کرده‌اند و در ملاقات آخر انگشتان او باندپیچی بوده و ناخن‌هایش خرد شده بود.